# 548
Évszázadok: 5. század – 6. század – 7. század
Évtizedek: 490-es évek – 500-as évek – 510-es évek – 520-as évek – 530-as évek – 540-es évek – 550-es évek – 560-as évek – 570-es évek – 580-as évek – 590-es évek
Évek: 543 – 544 – 545 – 546 –  547 – 548 – 549 – 550 – 551 – 552 – 553

## Események

### Bizánci Birodalom
- 48 éves korában meghal Theodóra, Iusztinianosz császár felesége.
- A Konstantinápolyban tartott Vigilius pápa Iusztinianosz nyomására elítéli azt a három teológiai írást, amelyet a császár korábban rendelettel anatémával sújtott. A püspökök felháborodása miatt azonban kénytelen visszavonni levelét.
- Kiújul a lazicai háború. II. Gubazész lazicai király fellázad a perzsák ellen és segítséget kér Konstantinápolytól. Iusztinianosz 9 ezres sereget küld, amely ostrom alá veszi a perzsák által megszállt tengerparti Petrát. A perzsa felmentő csapatok megfutamítják a hegyi hágókat védő bizánci erőket, véget vetnek Petra ostromának és 3 ezer katonát a városban hagyva visszavonulnak Örményországba.
- Az itáliai háborúban patthelyzet áll be, az osztrogótok birtokolják a félsziget legnagyobb részét. Belisariusnak nincs elég ereje, hogy érdemben fellépjen ellenük.
- Észak-Afrikában Ióannész Tróglitész kormányzó újabb sereget gyűjt és sikerül szövetségesévé tenni néhány berber törzset is. A Cato-mezei csatában döntő győzelmet arat a berber lázadók felett, a csatában elesik vezérük és számos törzsfő is. A felkelés gyakorlatilag véget ér.
- Megkezdik a sínai-félszigeti Szt. Katalin-kolostor építését.

### Európa
- Meggyilkolják Theudist, a vizigótok királyát. A királyság trónját hadvezére, Theudigisel foglalja el.

### Kelet-Ázsia
- A kínaiak ellen gerillaharcot folytató Lý Nam Đế (az észak-vietnami Korai Lý-dinasztia alapítója) betegsége miatt lemond és bátyjára, Lý Thiên Bảora, valamint Triệu Việt Vương hadvezérre bízza az által kikiáltott Vạn Xuân állam vezetését. Néhány hónappal később helyi törzsek meggyilkolják.
- Az észak-kínai Keleti Vej seregei leverik Hou Csing lázadását és visszafoglalják azokat a tartományokat, amelyeket az átadott a Liang-dinasztiának. Hou Csing liangi területre menekül és megszállva a határközeli Soujang városát, kikiáltja magát annak kormányzójának. Vu liangi császárnak bocsánatkérő levelet ír és a császár meghagyja őt erővel megszerzett pozíciójában. Amikor azonban Vu békét akar kötni Keleti Vejjel, fellázad ellene és meglepetésszerűen megtámadja és ostrom alá veszi a fővárost, Csienkangot (ma Nanking). Az ellene küldött sereg vezetőjét, Hsziao Cseng-töt a maga oldalára állítja és császárrá kiáltja ki.

## Halálozások
- június 28. – Theodóra, I. Iusztinianosz császár felesége.
- Theudis, vizigót király
- Lý Nam Đế, vietnami császár

## Fordítás
- Ez a szócikk részben vagy egészben  a(z)   548 című angol Wikipédia-szócikk ezen változatának fordításán alapul.  Az eredeti cikk szerkesztőit annak laptörténete sorolja fel. Ez a jelzés csupán a megfogalmazás eredetét és a szerzői jogokat jelzi, nem szolgál a cikkben szereplő információk forrásmegjelöléseként.